# Экономика Курдистана
Экономика автономного региона Курдистан состоит в основном из нефтяной промышленности, сельского хозяйства и туризма. Благодаря относительной безопасности и миру в регионе и более экономически либеральной и ориентированной на рынок политике, Курдистан имеет более развитую экономику по сравнению с остальным Ираком. С конца 2016 года уровень жизни в Курдистане был ниже, чем в остальном Ираке.
Курдистан имеет самый низкий уровень бедности в Ираке, а более сильная экономика Курдистана привлекла около 20 000 рабочих из других частей Ирака в период с 2003 по 2005 год. Число миллионеров в городе Слемани выросло с 12 до 2000 в 2003 году, что отражает экономический рост.

## Экономические отрасли
Экономика Курдистана по отраслям (ВВП, 2013):
- Нефть (80 %)
- Сельское хозяйство (10 %)
- Туризм (4 %)
- Другие (6 %)

### Природные ресурсы
Считается, что нефтяные запасы Курдистана — шестые в мире по величине и насчитывают 45 млрд баррелей. Курдская нефть составляет 60 % добываемой в Ираке. Центром всей иракской нефтедобычи является город Киркук. Однако на территории Курдистана нефть до сих пор не разрабатывалась, хотя он также располагает богатыми месторождениями — в районе Слемани (где нефть добывают кустарным способом), к северо-востоку от Хавлера, а также в районе Дахука и Заху. С конца 2005 года начата разработка последнего месторождения, а за ним также месторождения под Слемани.
Нефтяные месторождения Курдистана: Атруш, Тоуке.
Добывается битум, добывается и обрабатывается мрамор; есть залежи железа, никеля, угля, меди, золота, известняка (который используется для производства цемента), цинка. Самое большое в мире месторождение каменной серы находится к юго-западу от Эрбиле.
Важным природным богатством региона в условиях Ближнего Востока являются запасы пресной воды.

### Сельское хозяйство
Курдистан — один из основных сельскохозяйственных районов Ближнего Востока. В нём выращивалось до 75 % всей иракской пшеницы. Только три провинции Курдистана дают 50 % иракской пшеницы, 40 % ячменя, 98 % табака, 30 % хлопка и 50 % фруктов. Традиционно развито также животноводство, в основном овцы и козы.

### Промышленность
Две ГЭС — в Докане и Дербенди-Хане — работают далеко не в полную мощность; при условии реконструкции они способны полностью удовлетворить потребности региона в электроэнергии. В районе Слемани расположены два крупных цементных завода, ныне процветающие в связи со строительным бумом; намечено также строительство нового завода в Харире. Вообще индустрия, связанная со строительством, бурно развивается. Имеются также крупные предприятия текстильной и пищевой промышленности, впрочем, после 1991 года пришедшие в упадок; в Салахаддине (под Хавлерем) построен трубопрокатный завод. Намечается постройка нефтеперерабатывающих заводов в четырёх главных городах Курдистана (Хавлер, Слемани, Дахук, Заху).

## История

### 1992—2003
Территории регионального правительства Курдистана на севере Ирака были полуавтономными после войны в Персидском заливе 1990 года и последующей защиты региона от враждебных сил режима Саддама Хусейна путем создания союзниками бесполетной зоны.
До свержения Хусейна Курдистан получал примерно 14 % доходов от программы ООН «Нефть в обмен на продовольствие». К моменту вторжения США в Ирак в 2003 году программа выделила КРГ 8,35 миллиарда долларов. Относительная продовольственная безопасность Курдистана позволяла тратить на проекты развития значительно больше средств, чем в остальном Ираке. К концу программы в 2003 году 4 миллиарда долларов из фондов КРГ «нефть в обмен на продовольствие» остались неизрасходованными. В период с 1992 по 2003 год темпы роста ВВП составляли от 6 % до 10 %.

### Американская оккупация (2003—2011)
После свержения администрации Хусейна, три провинции, полностью находящиеся под контролем регионального правительства Курдистана, были единственными тремя в Ираке, которые правительство США оценило «безопасными». По данным сайта КРГ, с момента вторжения в Ирак в 2003 году в районах, находящихся под управлением КРГ, не погиб ни один солдат коалиции и не был похищен ни один иностранец.
Относительная безопасность и стабильность региона позволили КРГ подписать ряд инвестиционных контрактов с иностранными компаниями. В 2006 году норвежская энергетическая компания DNO пробурила в Курдистане первую новую нефтяную скважину после вторжения в Ирак. По предварительным данным, нефтяное месторождение содержит не менее 100 миллионов баррелей (16 000 000м3) нефти и к началу 2007 года будет прокачивать 5000 баррелей в сутки (790м3 в сутки). КРГ подписала соглашения о разведке с несколькими другими нефтяными компаниями, включая канадские западные нефтяные пески и британские Sterling Energy и Gulf Keystone Petroleum.
Стабильность Курдистана позволила ему достичь более высокого уровня развития, чем другие регионы Ирака. В 2004 году доход на душу населения был на 50 % выше, чем в остальном Ираке. К 2009 году этот показатель был на 200 % выше. Самые высокие темпы роста были достигнуты около 12,7 % в 2005—2008 годах и снова 11,5 % в 2010—2012 годах. С 2012 года темпы роста стабилизировались между 7 % и 8 %. Правительство продолжает получать часть доходов от экспорта иракской нефти, и правительство скоро введет единый закон об иностранных инвестициях.
КРГ также планирует построить медиагород в Хавлере и зоны свободной торговли вблизи границ с Турцией и Ираном к 2016 году. КРГ является неотъемлемой частью общего культурного и экономического региона, включающего также Сирию, Турцию, Ливан, Израиль, Кипр, Армению, Азербайджан, Иран, Грузию, Грецию, Болгарию, Румынию и Молдавию (то есть Восточное Средиземноморье-Чёрное море-Кавказский регион. Таким образом, руководство КРГ выразило планы по более тщательной интеграции и отношениям с этими странами, особенно с тремя кавказскими республиками, Турцией и Молдовой. Это дало бы курдской экономике лучший мост или плацдарм в Россию, Европу и ЕС. По словам президента Барзани, это также укрепило бы по существу евразийский характер КРГ, а не нежелательный ближневосточно-арабский характер. По словам Барзани, курдская культура, национальные особенности, трудовая этика, деловая культура и т. д. Больше похожи на Грузию, Молдавию и т. д., чем на Ирак. Курдистан также имеет сходный восточно-средиземноморский климат, кухню и, следовательно, благоприятное туристическое направление.

### Особые экономические зоны
В настоящее время КРГ имеет четыре ОЭЗ: в Дахуке, Батифе, Шаклаве и Чамчамале. Первая ОЭЗ была создана в 1999 году в Батифе, а последняя-в 2011 году в Шаклаве. ОЭЗ в основном предназначены для производства углеводородов, фармацевтических препаратов, упакованных продуктов питания и переработанных продуктов питания. К ним относятся крупнейший завод по розливу Coca-Cola на Ближнем Востоке за пределами Египта, Израиля и стран Персидского залива; и крупнейший центр производства мороженого в Ираке и Сирии вместе взятых. ОЭЗ Чамчамаль предназначена исключительно для нефтегазового сектора. Ещё две ОЭЗ, в Амадии и Базиане, планируется завершить до 2016 года. СЭЗ вместе составляют почти 30 % всех промышленных рабочих мест и 40 % всех промышленных доходов и производства.

### 2011-настоящее время

Киркук-Нефтепровод Джейхан позволяет экспортировать нефть с нефтяных месторождений Так-Так и Тавке

Несмотря на возражения Багдада, правительство Хавлера заявляет, что КРГ подписало контракты с 42 нефтяными компаниями из 17 стран на более выгодных условиях, чем те, которые предлагало центральное правительство Ирака. Ещё в 2014 году официальные лица КРГ заявляли о продаже 200 000 баррелей в сутки и оптимистично прогнозировали экспорт в 1 миллион баррелей в год.
Региональное правительство Курдистана начало экспортировать сырую нефть грузовым транспортом в Турцию летом 2012 года. В 2013 году региональное правительство Курдистана завершило строительство трубопровода от месторождения Так-Так через Хурмалу и Дахук до Файш-Хабура на турецко-иракской границе, где он соединен с трубопроводом Киркук-Джейхан. Этот трубопровод диаметром 36 дюймов (910 мм) имеет пропускную способность 150 000 баррелей в сутки (24 000м3/сут). Он позволяет экспортировать нефть с нефтяных месторождений Так-Так и Тавке. 23 мая 2014 года региональное правительство Курдистана объявило, что первая нефть, транспортируемая по новому трубопроводу, была загружена в танкер в Джейхане.

#### Финансовый кризис
В 2015 году Курдистан пережил экономический кризис. Несмотря на увеличение общего объёма добычи, доходы от нефти значительно сократились с 2014 года из-за снижения цен на нефть, споров с центральным правительством и быстрой экспансии Исламского государства. В июне 2015 года Exxon Mobil, крупнейший экспортер по объёму, эвакуировал свой персонал и оставил свои объекты на попечение пешмерга. По сообщениям, в начале декабря 2015 года Пешмерга отразила атаку ИГИЛ на эти объекты, хотя перспектива таких атак является сдерживающим фактором для иностранных инвестиций. 17 % бюджета центрального правительства предназначено для распределения КРГ, но с февраля 2014 года средства не выделялись. Соглашение при посредничестве США в 2014 году разрешило бы конфликт между нефтяными министерствами КРГ и ГОИ, но и это тоже рухнуло из-за обвинений в недоплате. Независимые контракты Хавлера продавались по цене ниже рыночной из-за их низкого качества.

## Богатство
В настоящее время большая часть промышленных поставок из Курдистана поставляется из-за рубежа, торговля с Курдистаном составляет большую часть экономики и торговли приграничья.